# نا برانگسکیی
نا برانگسکیی (به لاتین: Na Brańskiej) یک روستا در لهستان است که در گمینا بیلسک پودلاسکی واقع شده‌است.